# Смарти
Смарти је систем за креирање шаблона веб страница написаних у PHP-у. Као такав, он служи за раздвајање имплементације дотичне веб странице од њене презентације, што олакшава одржавање и њеног изгледа и њене функционалности, као и паралелан рад програмера и дизајнера. Чињеница да омогућава проширивање скупа команди, као и коришћење PHP кода када је то неизбјежно, чини Смарти врло флексибилним алатом за одржавање шаблона веб страница.
Смартијев код се у основи састоји од обичног HTML кода, у који се умећу Смартијеве команде. Након обраде PHP-овог преводиоца, резултујући код је обичан HTML спреман за приказ у веб прегледачу.
Команде Смартија се означавају витичастим заградама; то могу бити команде за приказ садржаја промјенљивих, команде за контролу тока, тј. петље и гранања, и функције, које могу бити уграђене у Смартију и дефинисане од стране програмера.

## Примјер
Слиједи примјер једне скрипте написане у PHP-у и одговарајућег шаблона написаног у Смартију.
```
<?php

// Датотека "tablicaMnozenja.php"

// У односу на локацију скинутог пакета, у код се укључује дефиниција Смартија

define
(
"SMARTY_DIR"
,
 
"smarty-2.6.9/"
 
);

require_once
(
SMARTY_DIR
.
 
"Smarty.class.php"
);

// Формира се објекат Смартија, помоћу којег се извршава сва даља „комуникација“

// PHP-а и Смартија.

$smarti
 
=
 
new
 
Smarty
;

$tablicaMnozenja
 
=
 
Array
;

// Смарти ће видјети само оне промјенљиве које се припреме помоћу метода „assign“

$smarti
->
assign
(
"naslov"
,
 
„Таблица
 
множења
:
 
" );

for (
$i
 = 1; 
$i
 <= 10; 
$i
++ ) {

    
$tablicaMnozenja[$i]
 = Array();

    for (
$j
 = 1; 
$j
 <= 10; 
$j
++ )

        
$tablicaMnozenja[$i]
[] = 
$j
;

}

$smarti->assign
("
tablicaMnozenja
", 
$tablicaMnozenja
 );

// Када су све промјенљиве спремне, може се позвати метода „display“ да би се

// приказао наш шаблон

$smarti->display
("
tablicaMnozenja
.
tpl
" );

?>

```

```
<!DOCTYPE html PUBLIC "-//W3C//DTD XHTML 1.1//EN" "http://www.w3.org/TR/xhtml11/DTD/xhtml11.dtd">

<
html
>

<
head
>

   
<
title
>
{$naslov|escape}
</
title
>

   
<
meta
 
http-equiv
=
"content-type"
 
content
=
"text/html; charset=utf-8"
 
/>

</
head
>

<
body
>

{* Штампа се наслов странице, из промјенљиве „naslov“, чија је вриједност била
   додијељена Смартијевом командом „assign“ *}

<
h1
>
{$naslov|escape}
</
h1
>

<
table
 
border
=
"1"
>

{* Двоструком петљом штампају се производи елемената дводимензионалног низа *}
{foreach from="$tablicaMnozenja" key="y" item="yOsa"}

<
tr
>

    {foreach from="$yOsa" item="x"}
        
<
td
>
{$y * $x}
</
td
>

    {/foreach}

</
tr
>

{/foreach}

</
body
>

</
html
>

```